# Hans Häusermann
Hans Otto Häusermann (* 8. Juli 1926 in Basel, Schweiz) ist ein Schweizer Firmengründer, Unternehmer und Pionier in der Unternehmensführung und im Management-auf-Zeit-Geschäft. Bekannt wurde er durch seine branchenübergreifende Tätigkeit in der öffentlichen Verwaltung, Industrie und privatwirtschaftliche Dienstleistungsunternehmen. So hatte er namhafte Beratungsmandate bei der Kantonsverwaltung Bern (öffentliche Verwaltung), bei der Ammann Group, IKEA, Hero und Sulzer AG (Industrie), sowie bei der Zurich Insurance Group und Swisscom (Dienstleistung).

## Familie
Hans Häusermann wurde in Basel als ältester Sohn von Otto Häusermann, gelernter Bäcker, und Elsa Häusermann-Mesmer, geboren. Er ist mit seinem jüngeren Bruder und seiner Schwester in Muttenz aufgewachsen.
Im Alter von 26 Jahren heiratete er Ruth Schaffner. Er ist Vater von einem Sohn, Urs (* 1956) und einer Tochter, Karin (* 1964).
Heute lebt Hans Häusermann mit seiner Frau in Boppelsen (Kt. ZH).

## Ausbildung
Von 1932 bis 1940 besuchte Hans Häusermann die Primar- und Sekundarschule in Muttenz (Kt. BL). Noch während des Zweiten Weltkrieges begann Hans Häusermann 1941 seine vierjährige Lehre als Mechaniker bei der Buss AG, einem Maschinen- und Anlagenbau-Unternehmen in Pratteln. Parallel dazu besuchte er die obligatorische Maschinenzeichner-Gewerbeschule in Basel.
1946 trat er eine Stelle als Werkstattgruppenleiter der Rechenmaschinen-Abteilung in der Bührle AG in Zürich-Oerlikon an. Danach arbeitete er als Werkstattleiter beim Photoelektrischegeräte-Hersteller bei der Alos AG in Zürich. Eine Position, die er zugunsten einer Stelle als Betriebsleiter-Stellvertreter bei der 300 Mitarbeiter beschäftigten ehemaligen Eisenbaugesellschaft AG in Zürich aufgab. Zeitgleich absolvierte er nebenberuflich ein Maschinenbau-Ingenieur-Studium am "Abendtechnikum" Juventus in Zürich.
Von 1953 bis 1956 arbeitete Hans Häusermann als Assistent der Fabrikdirektion der ehemaligen Standard Telephon und Radio AG (STR), eine Tochter des amerikanischen ITT-Konzerns in Zürich und absolvierte zugleich ein von der STR AG gesponsertes Teilzeitstudium in Betriebswissenschaften an der ETH Zürich (siebtes und achtes Semester).

## Karriere

### Unternehmensgründungen

#### Häusermann AG
Mit 30 Jahren gründete Hans Häusermann 1956 in Zürich die Häusermann + Co. AG, eine Unternehmens- und Wirtschaftsberatung, die sich während seiner 34-jährigen Leitung zu einer der erfolgreichsten und grössten schweizerischen Beratungsgesellschaften mit Geschäftsstellen in Basel, Bern und Sindelfingen (D) entwickelte. Hans Häusermann war stets bedacht, renommierte Persönlichkeiten im Verwaltungsrat seiner Firma zu haben, so z. B. Hans Letsch (Direktionspräsident der V-Zug) und Edwin Rühle (Professor an der Universität Zürich).

#### Industrie Automation AG
1964 gründete und leitete Hans Häusermann als VR-Präsident neben seinen Beratungsunternehmen die AG für Industrie Automation (AGIA) in Glattbrugg.

#### Brainforce AG
Als Pionier im deutschsprachigen Raum gründete Hans Häusermann Ende 1979 – ergänzend zu seiner Unternehmensberatungstätigkeit – die auf Management auf Zeit spezialisierte Brainforce AG in Zürich. 1999 etablierte er innerhalb der Brainforce AG in Zürich den Geschäftsbereich „International“ mit Partnern in Wien, Moskau und Bangkok. 2005 wurde in diesen drei Städten, sowie in Shanghai BRAINFORCE-Niederlassungen gegründet.

#### BRAINFORCE Performance Management AG
1996 gründete Hans Häusermann die BRAINFORCE-Tochtergesellschaft BRAINFORCE Performance Management AG, die Management Coaching und Training anbot.

#### BRAINFORCE (Deutschland) GmbH
Im Krisenjahr 2001 gründete Hans Häusermann die ebenfalls aufs Management auf Zeit-Geschäft ausgerichtete BRAINFORCE (Deutschland) GmbH in München, welche sich in kurzer Zeit dank kräftiger Investitionen durch das BRAINFORCE-Stammhaus in Zürich im deutschen Markt etablieren konnte.

### Verkauf der Unternehmungen

#### Häusermann & Co. / AG
Ende 1988 verkaufte Hans Häusermann seine Aktienmehrheit der Häusermann & Co. / AG an die damals zur Omni-Holding gehörende, Inspectorate International SA, welche ihrerseits 1990 die Häusermann AG, nach dem Zusammenbruch der Omni-Holding von Werner K. Rey, der KPMG-Fides AG, Schweiz verkaufte. Hans Häusermann blieb Leiter der Häusermann & Co. bis zu deren Verkauf an die KPMG.

#### Brainforce-Firmen
Als Hauptaktionär und aktiver VR-Präsident etablierte der 75-jährige Hans Häusermann 2001 für die beiden Hauptfirmen, die Brainforce AG und die Brainforce (Deutschland) GmbH, je einen Geschäftsführer.
Die darauffolgenden Bemühungen um einen geeigneten Nachfolger dauerten trotz verschiedener, namhafter Schweizer und deutscher Kaufinteressenten sieben Jahre. Im Dezember 2007 konnte sich schliesslich der CEO der Brainforce AG Martin Schneider mittels eines „Management Buy-Out“ gegen seine Mitkonkurrenten durchsetzen. Als neuer Hauptaktionär ist Martin Schneider seither zugleich VRP und CEO des Brainforce-Stammhauses und führt damit die zunehmend international tätige Brainforce.

### Unternehmensexterne Tätigkeiten
Von 1978 bis 1982 war Hans Häusermann als VR-Delegierter der De Sede Holding AG Schweiz tätig.

## Publikationen

### Häusermann-Informationen
Unter der Leitung von Hans Häusermann publizierte die Häusermann AG zwei bis drei Mal jährlich die „Häusermann-Informationen“. Diese erörterten, meist in einem Leitartikel, wirtschaftlich und unternehmerisch zeitgenössische Themen und schilderte ihre aktuellen Mandate. Nebst den unternehmensinternen Autoren, zu welchen auch Hans Häusermann zählte, bekamen auch aussenstehende bekannte und/oder in Mandate involvierte Persönlichkeiten aus der Wirtschaft, Politik und öffentlich-rechtlichen Institutionen das Wort.
Wichtige „Häusermann-Informationen“-Publikationen:
- „Ist Leistung unanständig“ (1974)
- „Überlebenschancen in schwierigen Zeiten“ (1975)
- „Starker Schweizer Franken: Ursache oder Ausflucht? – Strategie zur aktuellen Herausforderung“ (1978)

### Brainforce News
Analog zur „Häusermann-Informationen“ publizierte auch die Brainforce AG unter der Leitung von Hans Häusermann eine unternehmenseigene Zeitung: die „Brainforce News“.
Wichtige „Brainforce News“-Publikationen:
- „Unternehmenserfolg – Die Bedeutung einer präventiven und HRM-orientierten Unternehmenspolitik“ (1998)
- „Visionen haben und erfolgreich umsetzen“ (1999)
- „Risiken eingehen können“ (2000)
- „Wohin mit der Erfahrung?“ (2001)
- „Chance Management in turbulenten Zeiten“ (2002)

### Memoiren-Bände
2016 erschienen die Memoiren über das Wirken von Hans Häusermann in zwei Bänden. Band 1 mit einem Begleitwort von Hans Hess ist "Die Chronologische Geschichte" und Band 2 fokussiert auf "Erkenntnisse und Reflexionen".